# Сара Бейкер
Сара Бейкер (англ. Sarah Baker, нар. 9 вересня 1990, Вашингтон, США) — американська акторка та комедіантка, найвідоміша за ролями у таких фільмах, як «Брудна кампанія за чесні вибори» (2012) та «Маскоти» (2016), а також за ролями в таких телесеріалах, як «Метод Комінськи» (2018—2021) і «Луї» (2014).

## Життя і кар'єра
Бейкер відточила свої навички імпровізації та комедійних скетчів у комедійній трупі The Groundlings.
У 2012 році Бейкер з'явилася разом з Віллом Феррелом в телевізійній комедії «Брудна кампанія за чесні вибори» в ролі Міці Гаґґінс, дружини кандидата в Конгрес, якого зіграв Зак Галіфіанакіс. У той час шоу режисера Джея Роуча було найкасовішим на тему політичної кампанії в Північній Америці. У 2014 році вона зіграла Беккі у фільмі Бена Фальконе «Теммі» з Меліссою Маккарті в головній ролі. Бейкер також з'явилася в ролі Памели Лоуї у фільмі «Брехня на спасіння» про так званих загублених хлопців Судану, який зняв Філіп Фалардо (режисер фільму «Мсьє Лажар», номінованого на «Оскар»). У 2015 році вона з'явилася у фільмі Баррі Левінсона «Рок на Сході» разом із Біллом Мюрреєм.
У 2016 році вона знялася в ряді фільмів, включно з «Маскотами» Крістофера Геста, де вона зіграла Мінді Мюррей, вона ж Черепаха Теммі. Інші фільми, випущені у 2016 році, включають «Набрида» із Сюзен Серендон у головній ролі та режисером Лорен Скафарія, де Бейкер зіграла Елейн. Бейкер також з'явилася разом із Ширлі Мак-Лейн у фільмі «Останнє слово» (2017) та в екранізації відомого фільму «Промова та дебати», де зіграла місис Ріггі. У 2018 році вона з'явилася в ролі Гілдред у фільмі Мелісси Маккарті «Душа компанії» та знялася у фільмі Пола Фіґа «Проста послуга».
На телебаченні Бейкер виконувала постійну роль чирлідерки Соні, яка пережила втрату свого кота, в комедії NBC «На старт!» з Меттью Перрі в головній ролі. У 2017 році вона зіграла повторювану роль Теї Каннінгем в мінісеріалі HBO «Велика маленька брехня», заснованому на однойменній популярній книзі.
Вона також з'явилася як Ванесса в шоу FX «Луї»; ця робота в телешоу була номінована на премію «Вибір телевізійних критиків» як найкращий запрошений виконавець у комедійному серіалі. Журнал «Entertainment Weekly» включив цей виступ до списку «50 найкращих телевізійних сцен» 2014 року, а пізніше номінував його на одну зі своїх щорічних премій EWwy Awards. Шоу було включене до численних списків «найкращих» за 2014 рік, включаючи «50 чудових речей 2014» NPR. Пізніше ця роль призвела до виконання Бейкером у 2016 році ролі Трініті у фільмі Памели Едлон «Все на краще», в епізоді, написаному Едлон і Луї Сі Кей.
Інші телевізійні роботи Бейкер включали гостьові та повторювані ролі в таких шоу, як «Американська сімейка», «Божевільні», Бургери Боба, «Бруклін 9-9», «Від „А“ до „Я“», «Відмінні новини», «Грейвс», «Дієта з Санта-Кларіти», «Кет і Кім», «Кі та Піл», «Кістки», «Майк і Моллі», «Материнство», «Новенька», «Офіс» (США), «Повішений», «Примари», «Шон рятує світ», а також її улюблена поява в телешоу «Комедія Bang Bang». У 2018 році Бейкер з'явився у відомому епізоді «Убити всіх інших» серіалу «Електричні сни Філіпа К. Діка» разом із Мелом Родрігесом. Бейкер з'являється в бонусних сценах на DVD/Blu-ray хіт-комедії «Подружки нареченої» в ролі медсестри, яка сперечається з пораненим персонажем Пола Радда. В Інтернеті її бачили на сайті Funny or Die як Арабеллу, вірну служницю героїні Меган Маллаллі, у відео «Дім для актрис».
Бейкер є постійним учасником серіалу Netflix «Метод Комінськи», де знімається разом із Майклом Дугласом і Аланом Аркіним, у ролі Мінді, доньки персонажа Дугласа. Після виграшу «Золотого глобуса» за найкращий комедійний серіал, у січні 2019 року шоу було продовжено на другий сезон. Третій і останній сезон шоу було оголошено у 2020 році, незадовго до того, як він був номінований на «Еммі» як найкращий комедійний серіал.

## Фільмографія

### Фільми
| Рік  |    | Українська назва                | Оригінальна назва      | Роль                  |
| ---- | -- | ------------------------------- | ---------------------- | --------------------- |
| 2002 | ф  | Стильна штучка                  | Sweet Home Alabama     | Дікс                  |
| 2011 | ф  | Подружки нареченої              | Bridesmaids            | Медсестра на ковзанці |
| 2011 | кф |                                 | Home for Actresses     | Арабелла              |
| 2012 | ф  | Брудна кампанія за чесні вибори | The Campaign           | Мітці Гаґґінс         |
| 2014 | ф  | Брехня для порятунку            | The Good Lie           | Памела                |
| 2014 | ф  | Теммі                           | Tammy                  | Беккі                 |
| 2015 | ф  | Рок на Сході                    | Rock the Kasbah        | Морін                 |
| 2016 | ф  | Набрида                         | The Meddler            | Елейн                 |
| 2016 | ф  | Брат-Природа                    | Brother Nature         | Шеннон                |
| 2016 | ф  | Талісмани                       | Mascots                | Мінді Мюррей          |
| 2017 | ф  | Останнє слово                   | The Last Word          | Зої                   |
| 2017 | ф  | Промова і дебати                | Speech & Debate        | міс Ріґґі             |
| 2018 | ф  | Душа компанії                   | Life of the Party      | Ґілдред               |
| 2018 | ф  | Проста послуга                  | A Simple Favor         | Маріанна Челковскі    |
| 2018 | мф | Смолфут                         | Smallfoot              | мама Сюзі             |
| 2019 | ф  | Смерть Діка Лонґа               | The Death of Dick Long | офіцер Дадлі          |
| 2020 | ф  | Суперінтелект                   | Superintelligence      | Емілі                 |
| 2021 | ф  | Громові сили                    | Thunder Force          | Сара                  |
| 2023 | ф  | Живопис                         | Paint                  | жінка у вікні         |

### Телебачення
| Рік       |    | Українська назва                       | Оригінальна назва                         | Роль                          |
| --------- | -- | -------------------------------------- | ----------------------------------------- | ----------------------------- |
| 2005      | с  |                                        | The Lance Krall Show                      | різне                         |
| 2008      | с  | Кет і Кім                              | Kath & Kim                                | Марджорі                      |
| 2008—2009 | с  | Безкоштовне радіо                      | Free Radio                                | Емо Сара                      |
| 2009      | с  | Материнство                            | In the Motherhood                         | Доріс                         |
| 2010      | с  | Офіс                                   | The Office                                | Джозі                         |
| 2010      | с  | Щасти, Чарлі!                          | Good Luck Charlie                         | Карла                         |
| 2011      | с  |                                        | In Gayle We Trust                         | Сміт                          |
| 2010      | с  | Кістки                                 | Bones                                     | Кім                           |
| 2012—2018 | с  | Американська сімейка                   | Modern Family                             | мама близнюків / Ширл Чемберс |
| 2012—2013 | с  | Не зупиняйся                           | Go On                                     | Соня                          |
| 2013      | с  | Шон рятує світ                         | Sean Saves the World                      | Тіппі                         |
| 2014      | с  | Божевільні                             | The Crazy Ones                            | Джин                          |
| 2014      | с  | Луї                                    | Louie                                     | Ванесса                       |
| 2014      | с  | Події минулого тижня з Джоном Олівером | Last Week Tonight with John Oliver        | Еллісон                       |
| 2014—2023 | мс | Бургери Боба                           | Рена, пані Сельбо, Бетані, Джейкоб, Террі | Еллісон                       |
| 2015      | с  | Від «А» до «Я»                         | A to Z                                    | Дженніфер                     |
| 2015      | с  | Майк і Моллі                           | Mike & Molly                              | Стейсі                        |
| 2015      | с  | Інший космос                           | Other Space                               | прибулець                     |
| 2015      | с  | Кі та Піл                              | Key & Peele                               | бариста                       |
| 2015      | с  | Одружені                               | Married                                   | Мінді                         |
| 2015      | с  | Труднощі асиміляції                    | Fresh Off the Boat                        | алігатор Керол                |
| 2015      | с  | Твоє миле личко вирушить в пекло       | Your Pretty Face Is Going to Hell         | Венді                         |
| 2015      | с  | Таємниці Майка Тайсона                 | Mike Tyson Mysteries                      | Моллі Гібсон                  |
| 2015—2016 | с  | Тріптанк                               | TripTank                                  | різні голоси                  |
| 2016      | с  | Працеголіки                            | Workaholics                               | Сара                          |
| 2016      | с  | Няня для ідіотки                       | Idiotsitter                               | Вірджинія                     |
| 2016      | с  | Ґрейс і Френкі                         | Grace and Frankie                         | Гретхен                       |
| 2016      | с  | Голіаф                                 | Goliath                                   | Лілі Сюзанна Деніелс          |
| 2016      | с  | Піф-паф комедія                        | Better Things                             | Трініті                       |
| 2016      | с  | Все на краще                           | Comedy Bang! Bang!                        | мама Ела                      |
| 2017      | мс | Софія Прекрасна                        | Sofia the First                           | жінка в портреті              |
| 2017      | с  | Велика маленька брехня                 | Big Little Lies                           | Теа Каннінгем                 |
| 2017      | с  | Нерозлучна четвірка                    | Foursome                                  | директор Слекс                |
| 2017      | с  | Лікар Кен                              | Dr. Ken                                   | Кайлі                         |
| 2017      | с  | Відмінні новини                        | Great News                                | Джойс Віклі                   |
| 2017—2018 | с  | Бруклін 9-9                            | Brooklyn Nine-Nine                        | Кайлі                         |
| 2017      | с  | Примари                                | Ghosted                                   | Деб                           |
| 2017      | с  | Електричні сни Філіпа К. Діка          | Philip K. Dick's Electric Dreams          | Меггі Нойс                    |
| 2017      | с  | Грейвс                                 | Graves                                    | Беккі Кіган                   |
| 2017—2021 | с  | Юний Шелдон                            | Young Sheldon                             | міс Шеріл Гатчінс             |
| 2018      | с  | Дієта з Санта-Кларіти                  | Santa Clarita Diet                        | Рубі Сандерс                  |
| 2018      | с  | Новенька                               | New Girl                                  | Джудіт                        |
| 2018      | с  | Мені погано                            | I Feel Bad                                | Анна Мей                      |
| 2018—2021 | с  | Метод Комінськи                        | The Kominsky Method                       | Мінді Комінськи               |
| 2019—2020 | мс | Діти з Гарві-стріт                     | Harvey Girls Forever!                     | Ірона                         |
| 2019      | с  | Життя в деталях                        | Life in Pieces                            | Єва                           |
| 2020      | с  | Коннери                                | The Conners                               | Гелен                         |
| 2020      | с  | Вілл і Грейс                           | Will & Grace                              | Кеті                          |
| 2021—2024 | мс | Велика Північ                          | The Great North                           | жінка з вином, Една, Марія    |
| 2022      | с  | Ґолдберги                              | The Goldbergs                             | Марта                         |
| 2024      | с  | Нічний суд                             | Night Court                               | Тіфф                          |
| 2024      | с  | Угамуй свій запал                      | Curb Your Enthusiasm                      | няня Гроссбарда               |